# Hopea canarensis
Hopea canarensis är en tvåhjärtbladig växtart som beskrevs av Hole. Hopea canarensis ingår i släktet Hopea och familjen Dipterocarpaceae. Inga underarter finns listade i Catalogue of Life.